# Philomecyna kivuensis
Philomecyna kivuensis är en skalbaggsart som beskrevs av Stefan von Breuning 1954. Philomecyna kivuensis ingår i släktet Philomecyna och familjen långhorningar. Inga underarter finns listade i Catalogue of Life.